# Episodi di Sleepy Hollow (terza stagione)
La terza stagione della serie televisiva Sleepy Hollow, composta da 18 episodi, è stata trasmessa negli Stati Uniti per la prima volta dall'emittente Fox dal 1º ottobre 2015 all'8 aprile 2016. Il quinto episodio della stagione costituisce la seconda parte di un crossover con la serie Bones ed è la continuazione del quinto episodio dell'undicesima stagione di quest'ultima.
In Italia, la stagione è andata in onda in prima visione sul canale satellitare Fox dal 18 gennaio al 2 maggio 2016.
| nº | Titolo originale           | Titolo italiano           | Prima TV USA     | Prima TV Italia  |
| -- | -------------------------- | ------------------------- | ---------------- | ---------------- |
| 1  | I, Witness                 | Pandora                   | 1º ottobre 2015  | 18 gennaio 2016  |
| 2  | Whispers in the Dark       | Sussurri nell'ombra       | 8 ottobre 2015   | 18 gennaio 2016  |
| 3  | Blood and Fear             | Sangue e terrore          | 15 ottobre 2015  | 25 gennaio 2016  |
| 4  | The Sisters Mills          | La fatina dei denti       | 22 ottobre 2015  | 25 gennaio 2016  |
| 5  | Dead Men Tell No Tales     | Gli zombie non parlano    | 29 ottobre 2015  | 1º febbraio 2016 |
| 6  | This Red Lady from Caribee | La dama rossa dai Caraibi | 5 novembre 2015  | 1º febbraio 2016 |
| 7  | The Art of War             | L'arte della guerra       | 12 novembre 2015 | 8 febbraio 2016  |
| 8  | Novus Ordo Seclorum        | Novus Ordo Seclorum       | 19 novembre 2015 | 8 febbraio 2016  |
| 9  | One Life                   | Una sola vita             | 5 febbraio 2016  | 15 febbraio 2016 |
| 10 | Incident at Stone Manor    | Cuore di pietra           | 12 febbraio 2016 | 7 marzo 2016     |
| 11 | Kindred Spirits            | Le anime dei congiunti    | 19 febbraio 2016 | 14 marzo 2016    |
| 12 | Sins of the Father         | Fuga eterna               | 26 febbraio 2016 | 21 marzo 2016    |
| 13 | Dark Mirror                | Il diavolo del Jersey     | 4 marzo 2016     | 28 marzo 2016    |
| 14 | Into the Wild              | Il verslinder             | 11 marzo 2016    | 4 aprile 2016    |
| 15 | Incommunicado              | Insolite alleanze         | 18 marzo 2016    | 11 aprile 2016   |
| 16 | Dawn's Early Light         | La luce chiara dell'alba  | 25 marzo 2016    | 18 aprile 2016   |
| 17 | Delaware                   | Onnipotenza               | 1º aprile 2016   | 25 aprile 2016   |
| 18 | Ragnarok                   | Anima eterna              | 8 aprile 2016    | 2 maggio 2016    |

## Pandora
- Titolo originale: I, Witness
- Diretto da: Peter Weller
- Scritto da: Albert Kim

### Trama
Sono passati nove mesi dalla morte di Katrina. Una donna di nome Pandora incontra il Cavaliere Senza Testa, lo sigilla in una scatola misteriosa ed evoca uno yaoguai, un demone cinese che si nutre della paura delle sue vittime. Ichabod si rivolge ad Abbie (che ora è un agente dell'FBI) dopo che è stato arrestato e detenuto per aver contrabbandato un manufatto negli Stati Uniti. Quando Abbie arriva a prenderlo, rivela che il ciondolo di Katrina, che è legato al potere del Cavaliere, lo ha avvertito della scomparsa di quest'ultimo, il che significa che è emersa una nuova minaccia. I due vengono successivamente coinvolti in un'indagine su un duplice omicidio in cui entrambe le vittime hanno mostrato grande paura prima di essere uccise. Ichabod conduce Abbie e Jenny a un messaggio lasciato dalla sua collega agente Betsy Ross, che rivela che il demone è attratto dall'odore della polvere da sparo.

## Sussurri nell'ombra
- Titolo originale: Whispers in the Dark
- Diretto da: Russell Fine
- Scritto da: M. Raven Metzner

### Trama
Un omicidio in un centro commerciale viene fatto risalire a uno spettro sussurrante, un demone che prende di mira coloro che nascondono oscuri segreti agli altri. Per attirarlo, Abbie rivela di aver ritrovato di recente il padre assente - anche se deve ancora dirlo a Jenny - e Crane rivela che il generale William Howe una volta gli offrì un passaggio per tornare in Inghilterra in cambio dei nomi di spie ribelli, cosa che lui quasi accettò.

## Sangue e terrore
- Titolo originale: Blood and Fear
- Diretto da: Kate Dennis
- Scritto da: Damian Kindler

### Trama
Pandora dà un coltello maledetto a un uomo problematico, costringendolo a cercare e uccidere coloro che odia. Ichabod ricorda un incidente simile durante i suoi studi all'Eton College nel 1763 e identifica il coltello come se fosse stato usato una volta da Jack lo Squartatore. La sua ricerca indica che il coltello stesso è stato collegato a innumerevoli omicidi nel corso della storia. Quando ogni ondata di omicidi si ferma a causa di un'improvvisa epidemia di malattia, i Testimoni si rendono conto che la maledizione può essere spezzata infettando chi la impugna. Quando un tentativo di infettare l'uomo con sangue contaminato dalla malaria fallisce, Ichabod si infetta e usa il proprio sangue per sconfiggere l'assassino. A loro insaputa, Pandora raccoglie la paura di Abbie e la usa per fertilizzare il suo albero, facendo sbocciare un terzo fiore sui suoi rami.

## La fatina dei denti
- Titolo originale: The Sisters Mills
- Diretto da: Guillermo Navarro
- Scritto da: Heather V. Regnier

### Trama
Ichabod e Abbie indagano su un caso che coinvolge due sorelle; la più giovane era caduta in un misterioso coma e l'altra racconta loro di aver visto sua sorella essere attaccata da un mostro. Scoprono che la creatura responsabile si chiama Abyzou, che Ichabod paragona alla Fatina dei denti una volta che scoprono che il demone prende di mira i bambini che stanno per perdere, o hanno perso, un dente e si nutre della loro anima. Ichabod ricorda che Betsy Ross si trovava in una situazione simile con sua nipote e aveva chiesto l'aiuto di Paul Revere, che usò l'argento per scacciare l'Abyzou. In ospedale, Pandora, fingendosi infermiera, convince la sorella maggiore ad offrirsi al demone per salvare sua sorella.

## Gli zombie non parlano
- Titolo originale: Dead Men Tell No Tales
- Diretto da: Russell Bene
- Scritto da: Sam Chalsen e Nelson Greaves

### Trama
Pandora rianima il generale Howe e i suoi soldati come Draugr, zombie norreni, mandandoli a marciare su Sleepy Hollow durante le celebrazioni di Halloween. Crane e Abbie irrompono nella tomba di Howe, dove trovano misteriosi frammenti di ossa. Aiutati dai contatti di Abbie con l'FBI, l'agente speciale Seeley Booth e la dottoressa Temperance "Bones" Brennan, rintracciano le ossa in una tomba sotterranea sotto il Campidoglio, che si suppone sia stata costruita per Washington e contenga una versione prototipo di Fuoco greco, che Brennan scambia per napalm. Usando il fuoco, distruggono Howe ei suoi uomini nelle fogne. Sebbene consapevoli del ruolo di Pandora nella resurrezione di Howe, Ichabod e Abbie non sono a conoscenza del fatto che un altro fiore è sbocciato sul suo albero.

## La dama rossa dai Caraibi
- Titolo originale: This Red Lady from Caribee
- Diretto da: Olatunde Osunsanmi
- Scritto da: Shernold Edwards

### Trama
Pandora evoca una Soucouyant, un demone simile a un insetto che porta le sue vittime in uno stato di intensa paranoia. Tra loro c'è il superiore di Abbie all'FBI, Reynolds, che cerca di ucciderla in preda alla rabbia prima di essere sottomesso. Usando le note di Betsy, Ichabod e Abbie distruggono la creatura nella sua tana, durante la quale scoprono l'albero di Pandora proprio mentre il sesto fiore sta sbocciando.

## L'arte della guerra
- Titolo originale: The Art of War
- Diretto da: Hanelle Culpepper
- Scritto da: Joe Webb

### Trama
Jenny si rende conto di aver effettivamente assorbito il potere del Frammento di Anubi mentre cercava di tenerlo lontano dalle mani di un altro cacciatore. Per rappresaglia, il cacciatore evoca un trio di berserker per cercarla e prosciugarle il potere. Sebbene le creature siano di origine norrena, Crane si rende conto che sono state evocate usando la magia di Pandora, proteggendole dalla loro tradizionale debolezza, il vischio. Il suo piano di mettere i berserker l'uno contro l'altro usando il sangue di Jenny riesce, ma non prima che Jenny sia costretta dal Frammento a localizzare l'albero di Pandora. Un altro fiore sboccia mentre Pandora dà alla luce il suo padrone, una divinità senza nome.

## Novus Ordo Seclorum
- Titolo originale: Novus Ordo Seclorum
- Diretto da: Russell Bene
- Scritto da: Leigh Dana Jackson

### Trama
Ichabod identifica la divinità evocata da Pandora come un dio sumero conosciuto solo come l'Occulto. Scoprono inoltre che il potere contenuto in Jenny è l'Occhio della Provvidenza e che un tempo apparteneva proprio all'Occulto, finché non venne nascosto all'interno del Frammento. Avendo visto il Frammento quando era nelle mani dei coloniali, si rende conto che hanno bisogno dell'involucro in cui si trovava per estrarlo da Jenny. Pandora rivela di non essere greca, ma una strega sumera che ha trascorso secoli a raccogliere la magia per far rivivere l'Occulto, che lei chiama il suo "marito". Mentre Ichabod e Joe li distraggono, Abbie scarica il potere dell'Occhio della Provvidenza nell'involucro. Quando l'Occulto distrugge l'involucro, porta i pezzi dell'involucro, che sono pieni di energia instabile e sul punto di esplodere, attraverso l'albero di Pandora e in un portale verso un'altra dimensione. Il conseguente rilascio di energia distrugge apparentemente il vaso di Pandora e il suo albero, lasciando poco chiaro il destino di Abbie.

## Una sola vita
- Titolo originale: One Life
- Diretto da: Kate Dennis
- Scritto da: Alberto Kim

### Trama
Un mese dopo, Ichabod continua la sua frenetica ricerca di un modo per trovare Abbie. Durante la ricerca, evoca accidentalmente un Onryo, un demone giapponese che si nutre di disperazione, e riceve messaggi che indicano che Abbie è ancora viva. Con l'aiuto dell'agente dell'FBI Sophie Foster, Ichabod impedisce al demone di uccidere Reynolds, che sta soffrendo per la scomparsa di Abbie, e lo intrappola in uno specchio incantato dove viene successivamente distrutto. Usando un pezzo del suo vaso, Pandora attiva un faro che attira tutti gli esseri soprannaturali del mondo a Sleepy Hollow. Abbie si risveglia in un altro mondo.

## Cuore di pietra
- Titolo originale: Incident at Stone Manor
- Diretto da: Dwight H. Little
- Scritto da: M. Raven Metzner

### Trama
Mentre passa un mese sulla Terra, passano dieci mesi per Abbie mentre esplora le Catacombe, il mondo deserto e in rovina in cui è intrappolata e da cui Pandora ha liberato l'Occulto. Non ha bisogno di mangiare né di dormire e non è invecchiata, ma ha trovato la sciabola di Betsy Ross. Proiettando la sua forma astrale nel mondo mistico, Ichabod si riconnette con Abbie. Pandora appare ed espelle lo spirito di Ichabod, offrendosi di liberare Abbie in cambio dell'Occhio della Provvidenza. Abbie rifiuta e lo distrugge, utilizzando un portale all'interno di un pozzo contrassegnato dalla sciabola di Betsy per scappare. Jenny, Joe e Sophia indagano su un omicidio commesso da un gargoyle.

## Le anime dei congiunti
- Titolo originale: Kindred Spirits
- Diretto da: Olatunde Osunsanmi
- Scritto da: Heather V. Regnier

### Trama
Quando il Congiunto riemerge e commette una serie di omicidi, oltre a rapire Zoe, l'amica di Ichabod, lui e Abbie scoprono che la creatura è diventata risentita e cerca di fare di Zoe la sua sposa. Individuano la Congiunta, un essere creato da Franklin per mantenere la calma del Congiunto e riportarla in vita. Il gruppo salva Zoe e osserva i Congiunti lasciare Sleepy Hollow per sempre. L'Occulto, che in precedenza aveva scatenato la furia del Congiunto, usa il suo potere per distruggerli entrambi, non accettando che i suoi servi gli disobbediscano per amore (ritenuta dall'Occulto una debolezza).

## Fuga eterna
- Titolo originale: Sins of the Father
- Diretto da: Wendey Stanzler
- Scritto da: Damiano Kindler

### Trama
Un vecchio amico di August Corbin, Atticus Nevins, ritorna a Sleepy Hollow e si rivolge ad Abbie affermando di essere inseguito da un demone del suo passato. Dopo essere stato imprigionato, spiega che lui e Corbin prestarono servizio nell'esercito durante la Prima Guerra del Golfo, durante la quale la loro squadra si imbatté in un ghoul a guardia di una grotta piena d'oro. Gli appunti di Corbin rivelano che il ghoul è stato evocato al solo scopo di punire i ladri di tombe e che può essere controllato con uno scarabeo dorato . Nevins rivela di avere lo scarabeo in suo possesso e poi ordina al demone di uccidere Ichabod e Abbie in modo che possa rubare gli appunti di Corbin. Abbie distrugge lo scarabeo, facendo svanire il demone. Abbie incontra suo padre in un bar, preoccupata per l'inizio della follia di sua madre. Successivamente, apre il suo diario, che è pieno di un simbolo misterioso che ha incontrato durante il suo tempo nelle Catacombe; giura fedeltà al simbolo, dicendo: "Mi hai salvato. Sono tua".

## Il diavolo del Jersey
- Titolo originale: Dark Mirror
- Diretto da: Sylvain White
- Scritto da: Sam Chalsen e Nelson Greaves

### Trama
Ichabod e Abbie indagano su un caso che coinvolge il diavolo del Jersey e scoprono che la persona responsabile era un uomo di nome dottor Japeth Leeds, che usava l'alchimia per mutare se stesso, trasformandosi in una creatura umanoide con pelle di serpente, corna di capra, artigli di lupo e coda di scorpione. Quando scoprono il suo laboratorio, Abbie è attratta dal simbolo, che è attaccato a un cilindro di cera che decidono di suonare sul vecchio grammofono del dottore. Guardano una registrazione video che spiega come l'Occulto fosse una volta il sovrano supremo dell'umanità, finché non fu tradito e gettato negli inferi per custodire il vaso contenente tutto il male del mondo. Pandora, un servitore degli altri dei, li tradisce e li distrugge prima di unirsi all'Occulto nel suo desiderio di riportarsi al potere. Ichabod e Abbie affrontano il dottor Leeds quando scoprono che ha intenzione di aiutare Pandora a ripristinare suo marito usando la sacra clessidra contenente le sabbie della Vita, il cui potere che mantiene l'equilibrio tra il bene e il male. Abbie lo distrugge con un parafulmine , ma Pandora scappa con le sabbia della Vita, necessaria per completare la clessidra d'oro.

## Il verslinder
- Titolo originale: Into the Wild
- Diretto da: Paul Edwards
- Scritto da: Albert Kim

### Trama
Durante un'esercitazione di sopravvivenza dell'FBI nel bosco, Abbie, Sophia e Reynolds corrono per salvare la loro guida che è stata attaccata da un demone olandese noto come Verslinder. Mentre Reynolds va a chiedere aiuto, Abbie e Sophie scoprono che la creatura è stata imprigionata 400 anni fa dai coloni, essendosi legata a un uomo di nome Thomas. Nel frattempo, Joe e Jenny ritrovano un frammento del vaso di Pandora a un'asta e fanno un'offerta con successo. Pandora tende loro un'imboscata mentre cercano di andarsene e inizia a strangolare Jenny, quindi Joe le offre il pezzo così lei se ne andrà. Toccandolo (mentre il vaso evocava esseri soprannaturali) inizia a trasformare Joe di nuovo in un wendigo e Pandora fugge quando lui la graffia. Jenny lo tiene finché non ritorna alla sua forma umana. Quando Ichabod scopre che il simbolo di Abbie ha due parti, le posiziona su una antica tavoletta che aveva trovato in precedenza e ha visioni di Abbie nel bosco. Quindi rintraccia Abbie e Sophie, uccidendo il Verslinder. Ichabod racconta ad Abbie come è riuscito a trovarla e loro ipotizzano che il simbolo potrebbe non essere malvagio.

## Insolite alleanze
- Titolo originale: Incommunicado
- Diretto da: Russell Bene
- Scritto da: Shernold Edwards e Heather V. Regnier

### Trama
Ichabod si confronta con l'Occulto negli archivi e viene salvato dal simbolo, che prosciuga la sua magia e crea una barriera mistica attorno agli archivi, intrappolando lui e Ichabod all'interno. Nei tunnel, Abbie incontra Pandora e scopre che il simbolo è noto come l'emblema di Thura e che può contenere anche gli dei più forti, compreso l'Occulto. Con poche altre opzioni, decidono di lavorare insieme per distruggerlo. Nel frattempo, Jenny, Joe e Sophia indagano su un caso che coinvolge tre uomini uccisi da una banshee. Dopo aver appreso che la banshee è irritata dai forti rumori, la attirano con la sirena dell'ambulanza, ma prima che possano ucciderla, Abbie invia a Jenny un messaggio dicendo che ne hanno bisogno vivo in modo che Pandora possa usarlo per rompere la barriera e lei scappa. Joe è costretto ad ucciderlo per salvare Jenny e si offre a Pandora al suo posto. Assumendo la sua forma di wendigo, Pandora incanala l'energia oscura di Joe usando i frammenti del vaso, incluso quello che hanno Jenny e Joe, e rompe la barriera. Successivamente, Ichabod scopre che l'emblema è stato distrutto, insieme alla tavoletta.

## La luce chiara dell'alba
- Titolo originale: Dawn's Early Light
- Diretto da: Paul Edwards
- Scritto da: Leigh Dana Jackson, Sam Chalsen e Nelson Greaves

### Trama
L'Occulto reagisce con rabbia alla notizia che Pandora sapeva che Abbie e Ichabod avevano l'emblema in loro possesso e la priva della maggior parte del suo potere. Pandora si rivolta contro di lui e visita i Testimoni, offrendosi di aiutarli a ricreare il suo vaso e imprigionare l'Occulto al suo interno. Sebbene scettico, Ichabod ascolta mentre lei gli dice che può essere rigenerato solo nelle Catacombe dove è stato forgiato per la prima volta. Mentre cercano un filo d'oro lasciato da Betsy Ross nella prima bandiera americana, evocano accidentalmente il guardiano immortale che lo protegge. Usando un indizio musicale, trovano l'ingresso di Fort McHenry. Pandora appare davanti all'Occulto in forma astrale e fugge con lui. Ichabod e Abbie scoprono la bandiera di Betsy nascosta all'interno di una statua di Orfeo, con Joe e Jenny che arrivano per sconfiggere il guardiano. Le prime luci dell'alba reagiscono con la bandiera, rivelando un sentiero lasciato da Washington che conduce alle Catacombe.

## Onnipotenza
- Titolo originale: Delaware
- Diretto da: Marc Roskin
- Scritto da: Damian Kindler

### Trama
Ichabod e Abbie si recano in Pennsylvania e prendono una barca lungo il fiume Delaware, trasportandosi al fiume Stige usando la bandiera. Nel frattempo Pandora, Reynolds, Jenny e Joe insieme a Sophia si recano su una montagna remota dove l'Occulto intende utilizzare la clessidra per acquisire tutti i poteri del pantheon degli antichi dei, diventando così onnipotente. Per rallentarlo, lavorano per sabotare le linee temporali che circondano la montagna. Lungo la strada, Ichabod e Abbie scoprono i resti di una spedizione guidata da Washington e Betsy per proteggere un portale per le Catacombe, dove entrano. All'interno trovano Betsy, che è stata effettivamente congelata nel tempo. L'Occulto usa il suo potere per trasformare Joe di nuovo in un wendigo e Jenny è costretta ad ucciderlo. Dopo aver riacquistato tutto il suo potere, l'Occulto si prepara a distruggere il mondo per poterlo rifare a sua immagine.

## Anima eterna
- Titolo originale: Ragnarok
- Diretto da: Russell Bene
- Scritto da: M. Raven Metzner

### Trama
Nell'anticamera del tempio, Ichabod ripristina il vaso di Pandora, ma presto si rende conto che è necessaria l'anima di un Testimone per usare il suo potere. Betsy riesce a tornare ai suoi tempi mentre Abbie, che sente gli effetti del vaso, si unisce a Ichabod e Jenny nell'affrontare l'Occulto. Ichabod restituisce il vaso a Pandora che lo usa per assorbire il potere dell'Occulto, ma senza un'anima il vaso è inutile. Abbie si sacrifica, mentre Ichabod e Jenny guardano impotenti. Poiché l'Occulto è ora mortale, Jenny lo uccide per vendicare la morte di Joe. Ichabod fa rivivere il Cavaliere senza testa e gli permette di vendicarsi di Pandora. Una Pandora morente rivela che Abbie non può essere resuscitata e Ichabod le dà un sincero addio prima di trasferirsi nell'aldilà. Sulla tomba di Abbie, Ichabod viene a sapere di un ordine segreto fondato da Washington dal padre di Jenny. Ichabod giura di trovare il prossimo Testimone dopo aver appreso che l'anima di Abbie sarà presto rianimata nel corpo di un altro. Quindi parte per Washington DC, assistito dai membri dell'ordine.